# Primer Gabinet Dombrovskis
El primer Gabinet Dombrovskis fou el govern de Letònia entre el 12 de març de 2009 i el 3 de novembre de 2010. Fou el primer govern liderat per Valdis Dombrovskis, qui fou Primer Ministre entre 2009 i 2014. Va començar el seu mandat el 12 de març de 2009, després de la dimissió d'Ivars Godmanis, succeint al segon Gabinet Godmanis, que havia governat entre 2007 i 2009. Fou substituït pel segon Gabinet Dombrovskis el 3 de novembre de 2010, després de les eleccions d'octubre de 2010.

## Composició
Llista dels ministeris de Letònia encapçalats per ministres del primer Gabinet Dombrovskis:
| Càrrec                                                  | Nom                             | Partit                            | Dates                                      |
| ------------------------------------------------------- | ------------------------------- | --------------------------------- | ------------------------------------------ |
| Primer Ministre                                         | Valdis Dombrovskis              | Partit de la Nova Era             | 12 de març de 2009 – 3 de novembre de 2010 |
| Ministre de Defensa                                     | Imants Viesturs Lieģis          | Unió Cívica                       | 12 de març de 2009 – 3 de novembre de 2010 |
| Ministre d'Afers Exteriors                              | Māris Riekstiņš                 | Partit Popular                    | 12 de març de 2009 – 22 de març de 2010    |
| Ministre d'Afers Exteriors                              | Māris Riekstiņš (interí)        | Partit Popular                    | 22 de març de 2010 – 29 d'abril de 2010    |
| Ministre d'Afers Exteriors                              | Aivis Ronis                     | Independent                       | 29 d'abril de 2010 – 3 de novembre de 2010 |
| Ministre per la Infància, Família i Integració          | Valdis Dombrovskis              | Partit de la Nova Era             | 12 de març de 2009 – 30 de juny de 2009    |
| Ministre d'Economia                                     | Artis Kampars                   | Partit de la Nova Era             | 12 de març de 2009 – 3 de novembre de 2010 |
| Ministre de Finances                                    | Einars Repše                    | Partit de la Nova Era             | 12 de març de 2009 – 3 de novembre de 2010 |
| Ministre de l'Interior                                  | Linda Mūrniece                  | Partit de la Nova Era             | 12 de març de 2009 – 3 de novembre de 2010 |
| Ministre d'Educació i Ciència                           | Tatjana Koķe                    | Unió de Verds i Agricultors       | 12 de març de 2009 – 3 de novembre de 2010 |
| Ministre de Cultura                                     | Ints Dālderis                   | Partit Popular                    | 12 de març de 2009 – 3 de novembre de 2010 |
| Ministre de Benestar                                    | Uldis Augulis                   | Unió de Verds i Agricultors       | 12 de març de 2009 – 3 de novembre de 2010 |
| Ministre pel Desenvolupament Regional i el Govern Local | Edgars Zalāns                   | Partit Popular                    | 12 de març de 2009 – 22 de març de 2010    |
| Ministre pel Desenvolupament Regional i el Govern Local | Raimonds Vējonis (interí)       | Unió de Verds i Agricultors       | 23 de març de 2010 – 13 de maig de 2010    |
| Ministre pel Desenvolupament Regional i el Govern Local | Dagnija Staķe                   | Unió de Verds i Agricultors       | 13 de maig de 2010 – 3 de novembre de 2010 |
| Ministre de Transport                                   | Kaspars Gerhards                | Per la Pàtria i la Llibertat/LNNK | 12 de març de 2009 – 3 de novembre de 2010 |
| Ministre de Justícia                                    | Mareks Segliņš                  | Partit Popular                    | 12 de març de 2009 – 22 de març de 2010    |
| Ministre de Justícia                                    | Uldis Augulis (interí)          | Unió de Verds i Agricultors       | 23 de març de 2010 – 19 d'abril de 2010    |
| Ministre de Justícia                                    | Imants Viesturs Lieģis (interí) | Unió Cívica                       | 20 d'abril de 2010 – 3 de novembre de 2010 |
| Ministre de Salut                                       | Ivars Eglītis                   | Partit Popular                    | 12 de març de 2009 – 17 de juny de 2009    |
| Ministre de Salut                                       | Baiba Rozentāle                 | Partit Popular                    | 29 de juny de 2009 – 22 de març de 2010    |
| Ministre de Salut                                       | Linda Mūrniece (interí)         | Partit de la Nova Era             | 23 de març de 2010 – 13 de maig de 2010    |
| Ministre de Salut                                       | Didzis Gavars                   | Independent                       | 13 de maig de 2010 – 3 de novembre de 2010 |
| Ministre de Medi Ambient                                | Raimonds Vējonis                | Unió de Verds i Agricultors       | 12 de març de 2009 – 3 de novembre de 2010 |
| Ministre d'Agricultura                                  | Jānis Dūklavs                   | Unió de Verds i Agricultors       | 12 de març de 2009 – 3 de novembre de 2010 |